# Kovanluk (Kraljevo)
Kovanluk (Servisch cyrillisch Кованлук) is een plaats in de Servische gemeente Kraljevo. De plaats telt 2133 inwoners (2002).